# تيم هاتشينغز
تيم هاتشينغز (بالإنجليزية: Tim Hutchings) هو منافس ألعاب قوى بريطاني، ولد في 4 ديسمبر 1958 في لندن في المملكة المتحدة.

## وصلات خارجية
- تيم هاتشينغز على موقع الاتحاد الدولي لألعاب القوى (الإنجليزية)
- تيم هاتشينغز على موقع أوليمبيديا (الإنجليزية)
- تيم هاتشينغز على موقع اتحاد ألعاب الكومنولث (مؤرشف) (الإنجليزية)